# Rowan Cheshire
Rowan Cheshire (* 1. September 1995 in Crewe) ist eine britische Freestyle-Skierin, die in der Halfpipe startet.

## Werdegang
Cheshire gab ihr internationales Debüt bei einem FIS-Rennen in La Plagne im Februar 2011. Als Vierte verpasste sie dabei in der Halfpipe nur knapp ihr erstes Podium und startete ab Oktober 2011 im Europacup. In Saas-Fee erreichte sie in der Halfpipe Rang acht. Am 22. August 2012 gab Cheshire schließlich ihr Debüt im Freestyle-Skiing-Weltcup. Als 18. in Cardrona sammelte sie dabei erste Weltcup-Punkte. Auch in Park City und beim Olympiatest in Sotschi sammelte sie Punkte. 
Bei der Freestyle-Skiing-Weltmeisterschaft 2013 erreichte sie als 17. in der Qualifikation nicht das Finale. Bei den folgenden Juniorenweltmeisterschaften in Chiesa in Valmalenco gelang ihr ein erster Achtungserfolg mit dem Gewinn der Bronzemedaille. In die Weltcup-Saison 2013/14 startete Cheshire mit Punkteerfolgen in Cardrona und Copper Mountain, bevor sie in Calgary im Januar 2014 ihren ersten Weltcup gewinnen konnte.
Daraufhin reiste sie als Mitglied des britischen Teams zu den Olympischen Winterspielen 2014 nach Sotschi. Am 16. Februar 2014 zog sie sich bei einem Sturz im Training eine Gehirnerschütterung zu. Sie fiel auf das Gesicht und war für einige Minuten bewusstlos. Daraufhin musste der Verband ihren Start in der Halfpipe absagen.
Am 20. Februar 2020 gab sie auf ihrem öffentlichen Instagram-Account bekannt, dass sie unter anderem aufgrund ihrer Verletzungen nicht mehr an professionellen Wettkämpfen teilnehmen werde.